# Melamadai
Melamadai è una suddivisione dell'India, classificata come town panchayat, di 28.885 abitanti, situata nel distretto di Madurai, nello stato federato del Tamil Nadu. In base al numero di abitanti la città rientra nella classe III (da 20.000 a 49.999 persone).

## Geografia fisica
La città è situata a 09° 54' 56 N e 78° 08' 44 E.

## Società

### Evoluzione demografica
Al censimento del 2001 la popolazione di Melamadai assommava a 28.885 persone, delle quali 14.798 maschi e 14.087 femmine. I bambini di età inferiore o uguale ai sei anni assommavano a 2.958, dei quali 1.549 maschi e 1.409 femmine. Infine, coloro che erano in grado di saper almeno leggere e scrivere erano 22.503, dei quali 12.107 maschi e 10.396 femmine.